# Florentino Azpeitia Moros
Florentino Azpeitia Moros (Ateca, 13 de marzo de 1859-Madrid, 2 de enero de 1934) fue un naturalista español. Su formación fue ingeniero de minas.

## Biografía
Es una figura que habría quedado relativamente en el olvido, a pesar de los diversos cargos académicos y científicos que desempeñó. En la base de datos IPNI figuraría con su filiación errónea. Fue alumno de Lucas Mallada y Pueyo.
Profesor de geología y de paleontología de la Escuela de Ingenieros de Minas de Madrid, participó en diversas controversias geológicas, además de discusiones sobre taxonomía, nomenclatura e identificación de organismos vivientes y fósiles.
Fue especialista en malacología y en diatomología, poseía colecciones enormes, y publicaba exhaustivas monografías. Gustaba del análisis bibliográfico y de la epistemología.
Fue miembro de la Real Sociedad Española de Historia Natural y su presidente en 1906. En su defensa para acceder al asiento de miembro leyó: Significado y valor de las especies fósiles, como argumento en Geología para la clasificación y distinción de los terrenos
- La abreviatura «Azpeitia» se emplea para indicar a Florentino Azpeitia Moros como autoridad en la descripción y clasificación científica de los vegetales.[5]